# Полевая улица (Зеленогорск)
Полева́я у́лица — улица в городе Зеленогорске Курортного района Санкт-Петербурга. Проходит от Зеленогорского шоссе до Хвойной улицы.
Первоначальное название — Peltokatu. Оно появилось в 1920-х годах и с финского языка переводится как Полевая улица.
После войны улице дали нынешнее наименование в качестве русского аналога финского топонима.
В 120 м севернее Хвойной улицы Полевая улица пересекает 6-й ручей, протекающий по водопропускной трубе.
Судя по нумерации, изначально Полевая улица имела прямую форму и шла вдоль западной стороны дома 6 в северном направлении. При этом на геодезической карте второй половине 1980-х годов Полевой улицей назван как западный, так и нынешний восточный участок. Изменение нумерации началось в 2011 году, когда номер 6 получил дом на прежде нечетной стороне.